# جوکوروچو
جوکوروچو (به پرتغالی: Jucuruçu) یک منطقهٔ مسکونی در برزیل است که در باهیا واقع شده‌است. جوکوروچو ۸٬۹۸۸ نفر جمعیت دارد.